# Roseniuskyrkan

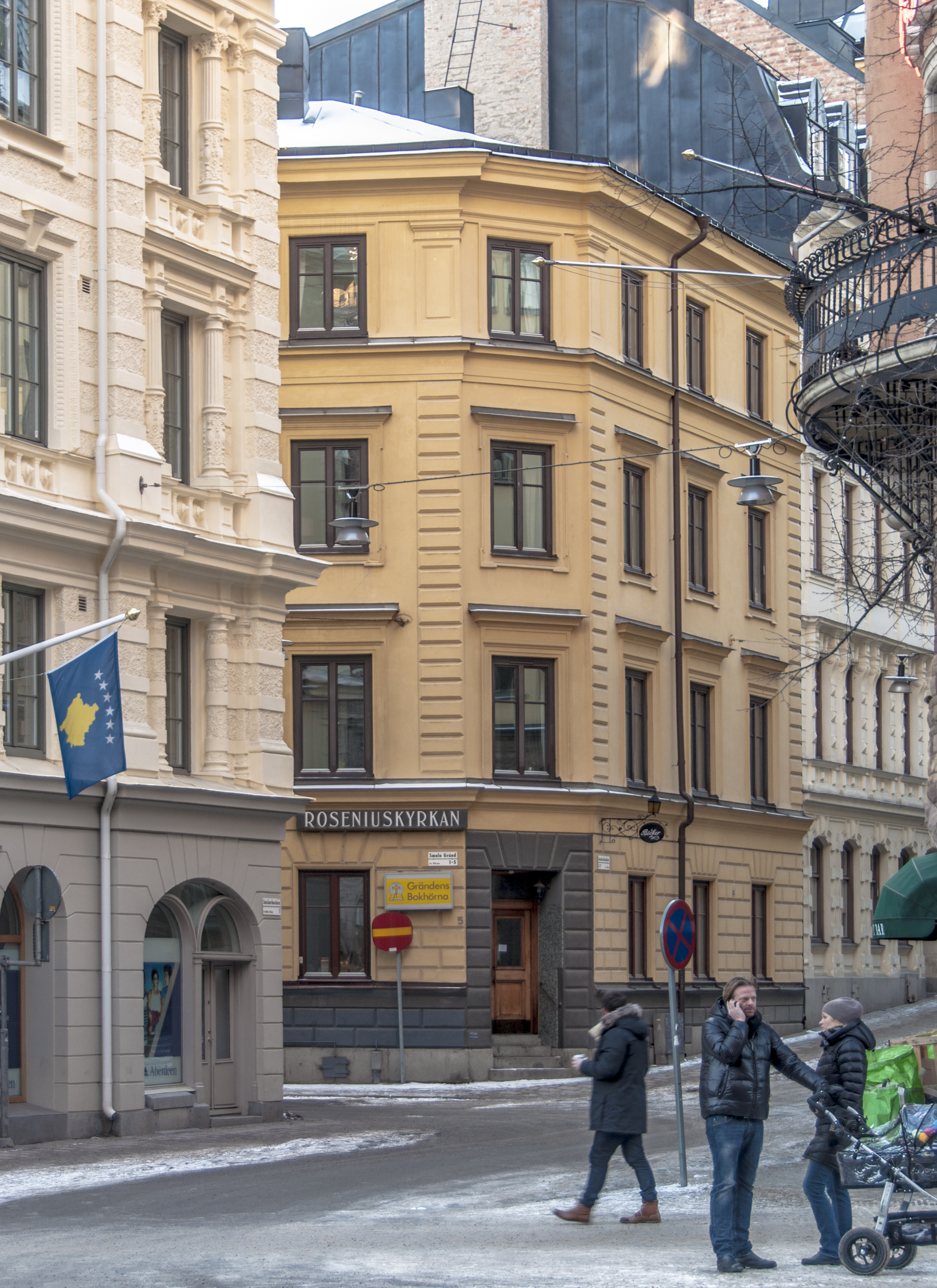
Roseniuskyrkan

Roseniuskyrkan är en kyrka som ligger vid Smala Gränd 5 på Norrmalm i centrala Stockholm. Kyrkan tillhör Roseniusföreningen i Stockholm, vilken är ansluten till Evangelisk Luthersk Mission – Bibeltrogna Vänner.
Kyrkan byggdes 1877 av Betesda missionsförsamling (sedan år 1962 i fusion med Immanuelskyrkans församling) och ritades av Axel och Hjalmar Kumlien. År 1909 fick  föreningen en ny kyrka, Florakyrkan (1910 namnändrad till Betesdakyrkan)  i korsningen Floragatan/Biblioteksgaan–Östermalmsgatan,  varefter kyrkan vid Smala gränd en tid stod oanvänd.  I den schism som hade uppstått mellan Evangeliska-Fosterlands-Stiftelsen och Missionssällskapet Bibeltrogna vänner sökte  Bibelrogna vänner efter  en egen kyrkookal och fick 1911 hyra kyrkan vid Smala gränd , varvid den bytte namn till Roseniuskyrkan. År 1919 köpte man fastigheten. och byggde om kyrksalen. en trappa upp i huset.. Allt sedan dess är den ett centrum för Bibeltrogna vänner i Stockholm.. Den är idag  klassad som kulturhus.
Roseniuskyrkan  är uppkallad efter Carl Olof Rosenius. Under mera än 50 år under 1900-talet var Axel B. Svenson predikant där.